# Soleil immonde
Pistes de Le Retour de Gérard Lambert
La Blanche
(8) Étudiant-poil aux dents
(10)
Soleil immonde est une chanson interprétée par Renaud, sortie en 1981 sur l’album Le Retour de Gérard Lambert. Elle est écrite et composée par Coluche.

## Contexte
Soleil immonde est la neuvième piste de l'album Le Retour de Gérard Lambert, cinquième album studio de Renaud, sorti le 24 novembre 1981, à un moment où l'artiste affirme un style éloigné de la violence depuis la naissance de sa fille Lolita en 1980. Soleil immonde constitue un fait exceptionnel dans la discographie de Renaud, puisqu’il n’en est ni l’auteur ni le compositeur. Le texte et la musique sont signés Michel Colucci, plus connu sous le nom de Coluche. Écrite à l’époque de la séparation de ce dernier avec sa compagne Véronique, la chanson mêle ironie et dérision autour du thème de l’amour, dans un style inspiré de l’univers de Jean-Patrick Capdevielle. Coluche, estimant ne pas pouvoir l’interpréter lui-même en raison de sa dimension personnelle, l’a proposée à son ami Renaud. Cette collaboration témoigne du lien d’amitié entre les deux artistes et se distingue au sein d’un répertoire majoritairement écrit par Renaud lui-même,,,. 

## Thématique
Soleil immonde met en scène un homme confronté à la fin d’une relation amoureuse, cherchant refuge dans l’alcool pour surmonter sa détresse. Bien que le texte ait été écrit par Coluche, il aborde des thématiques récurrentes dans l’univers de Renaud, telles que la mélancolie et la solitude, souvent liées à des tensions personnelles ou sociales. Le titre, inspiré du spleen de Baudelaire, s’inscrit dans une tradition lyrique où la révolte côtoie une forme de désespoir intime.